# Palaeomesorthopteron
Palaeomesorthopteron – wymarły rodzaj owadów z rzędu nogoprządek i rodziny Alexarasniidae, obejmujący tylko jeden znany gatunek: Palaeomesorthopteron pullus.
Rodzaj i gatunek typowy opisali w 2011 Danił Aristow, Léa Grauvogel-Stamm i Francine Marchal-Papier. Opisu dokonano na podstawie pojedynczej skamieniałości pochodzącej z piętra anizyku w triasie, odnalezionych w Gottenhouse, na terenie Francji. Autorzy zaliczyli go do rodziny Mesorthopteridae w obrębie świerszczokaraczanów. W 2015 roku został przez Dimitrija Szczerbakowa przeniesiony do Alexarasniidae w rzędzie nogoprządek.
Owad ten miał przednie skrzydło długości około 10 mm, o prostym przednim brzegu i przyciemnionej błonie. Sektor radialny oraz żyłki przednia i tylna medialna były nierozgałęzione, a ich wierzchołki wraz z położonymi w dystalnej ⅓ skrzydła wierzchołkami odsiebnych odgałęzień przedniej żyłki kubitalnej były pozlewane wzdłuż krawędzi skrzydła. Żyłka radialna rozgałęziała się przed rozwidleniem pierwszej odnogi przedniej żyłki kubitalnej.